# 罗佐内堡
罗佐内堡（義大利語：Castel Rozzone）是意大利贝加莫省的一个市镇。总面积1.63平方公里，人口2879人，人口密度1766.3人/平方公里（2009年）。国家统计（ISTAT）代码为016063。